# Helopicus
Helopicus és un gènere d'insectes plecòpters pertanyent a la família dels perlòdids.

## Hàbitat
En els seus estadis immadurs són aquàtics i viuen a l'aigua dolça, mentre que com a adults són terrestres i voladors.

## Distribució geogràfica
Es troba a l'Àsia de clima tropical, els Estats Units (Connecticut, Arkansas, Indiana, Kansas, Kentucky, Michigan, Missouri, Oklahoma, Alabama, Florida, Geòrgia, Louisiana, Maine, Mississipi, Pennsilvània, Tennessee, Virgínia, Virgínia Occidental, Carolina del Nord i Carolina del Sud) i el Canadà (Ontario i el Quebec).

## Taxonomia
- Helopicus bogaloosa (Stark & Ray, 1983)
- Helopicus infuscatus (Newman, 1838)
- Helopicus nalatus (Frison, 1942)
- Helopicus subvarians (Banks, 1920)[18][19][20][21][22]